# 1902 год в спорте
Список 1902 год в спорте перечисляет спортивные события, произошедшие в 1902 году.

## Российская империя
- Чемпионат России по конькобежному спорту 1902;

## Международные события

### Чемпионаты Европы
- Чемпионат Европы по конькобежному спорту 1902;

### Чемпионаты мира
- Чемпионат мира по фигурному катанию 1902;

### Регби
- Кубок домашних наций 1902;
- Созданы клубы:
  - «Перпиньян»;
  - «Сексьон Палуаз»;
  - «Юньон Спортив Брессан»;

### Футбол
- Чемпионат Уругвая по футболу 1902;
- Обрушение трибуны на стадионе «Айброкс»;
- Созданы клубы:
  - «Арау»;
  - «Ардс»;
  - «Атлетико Тукуман»;
  - «Вестермальмс»;
  - «Виченца»;
  - ГАК;
  - «Гоу Эхед Иглз»;
  - «Кале»;
  - «Кевийи»;
  - «Млада Болеслав»;
  - «Реал Мадрид»;
  - «Рейнджерс» (Талька);
  - «Сент-Джеймс Гейт»;
  - «Тигре»;
  - «Флуминенсе»;
  - «Эксельсиор» (Роттердам);

#### Англия
- Футбольная лига Англии 1901/1902;
- Футбольная лига Англии 1902/1903;
- Созданы клубы:
  - «Вустер Сити»;
  - «Норвич Сити»;

### Хоккей с шайбой
- Создан клуб «Сёдертелье»;